# راه فرعی
راه فرعی (انگلیسی: Side road)به راهی گفته می‌شود که معمولاً در کنار یک جاده اصلی یا منشعب از یک راه دیگر است. راه فرعی برای دسترسی محلی در نظر گرفته می‌شود و ترافیک اصلی خودروها عمدتاً از راه اصلی صورت می گیرد.

## خیابان فرعی
در شهرها و روستاها، به خیابانی با ترافیک کم که از خیابانی پر رفت‌وآمد منشعب می‌شود خیابان فرعی گفته می شود. تردد در خیابانهای فرعی با سرعت محدود و اعمال سایر محدودیت ها صورت می گیرد و ممکن است وسایل نقلیه بزرگ مجاز به ورود به خیابان فرعی نباشند.